# Bartolomeo Altomonte
Bartolomeo Altomonte (Varsavia, 1694 – Sankt Florian, 1783) è stato un pittore austriaco.

## Biografia
Bartolomeo Altomonte è il terzo dei sei figli di Martino Altomonte (germanizzato come Martin Hohenberg), pittore barocco di Napoli chiamato alla corte di Giovanni III Sobieski.
Fu allievo di suo padre, e anche di Daniel Gran, maestro barocco. Fu amico del grande pittore napoletano Francesco Solimena.
Trascorse un lungo periodo in Austria (1772-1783) durante il quale eseguì alcune decorazioni dell'Abbazia di San Floriano e in quella di Engelszell, presso Linz, gli affreschi delle volte del Duomo di Sankt Pölten e vari lavori per diverse chiese di Vienna.